# Sinumelon hamiltoni
Sinumelon hamiltoni är en snäckart som beskrevs av Alan Solem 1992. Sinumelon hamiltoni ingår i släktet Sinumelon och familjen Camaenidae. Inga underarter finns listade i Catalogue of Life.